# 出雲市立第一中学校
出雲市立第一中学校（いずもしりつ だいいちちゅうがっこう）は、島根県出雲市大津町にある公立中学校。略称は「一中」・「出雲一中」。学校のイメージカラーとして「空色」を制定している。

## 沿革
- 1947年（昭和22年）4月 - 設立。
- 1956年（昭和31年）4月 - 出雲市立第六中学校を統合し、上津分校を設置。
- 1957年（昭和32年）4月 - 上津分校を統合。
- 1986年（昭和61年）8月 - 現校舎を建設。
- 2000年（平成12年）2月 - 体育館・プールを改築。
- 2023年（令和5年）7月 - 南館を廃止。解体が始まる。同年8月末から新校舎の運用を開始。
- 2024年（令和6年） 4月 - 南館解体完了。駐車場化。

## 校区
- 校区は、今市小学校、大津小学校、上津小学校の通学区域となっている。出雲市の中心街である今市町・大津町に1956年度以降上津地区を統合し、現在に至る。

## 部活動

### 運動部
- 卓球部
- 剣道部
- バレーボール部
- 野球部
- 陸上部：4×100mリレーで43秒51の中学島根県新記録・中学山陰新記録
- ソフトテニス部
- 体操部
- バスケットボール部
- 柔道部
- サッカー部
- 水泳部

### 文化部
- 吹奏楽部
全日本吹奏楽コンクール中学の部への出場回数および金賞受賞回数は同部門では全国で最多。
- 合唱部
合唱部も吹奏楽部同様に全国で屈指の強豪校として知られ、全日本合唱コンクール全国大会では初出場の1993年以降、2005年までの13年連続で金賞を受賞しその後も2007年、2009年、2010年、2013年、2014年にも金賞を受賞している。最高賞たる文部科学大臣賞も通算4回（1998年、2002年、2004年、2009年）受賞しており、NHK全国学校音楽コンクールにおいても全国大会出場を果たしている。また、地域のコンサートなどでも、幅広い活動を見せている。
- 科学部
- 美術部

## 主な出身者
- 佐々木健志 - 柔道選手
- 佐々木ちえ - 柔道選手
- 大島沙緒里 - 柔道及び総合格闘技の選手
- 竹下亘 - 政治家、衆議院議員。在学中は上述の吹奏楽部に所属し、クラリネットを吹いていた。
- 大野豊 - 元プロ野球選手
- 錦織健 - オペラ歌手